# Schloss Bohlingen
Das Schloss Bohlingen, auch  Jagdschlösschen Bohlingen, ist ein barocker Profanbau in der „Schloßstraße 3“ gegenüber dem Rathaus und der Pfarrkirche St. Pankratius im Nordteil von Bohlingen, einem Stadtteil von Singen (Hohentwiel) im Landkreis Konstanz in Baden-Württemberg.

## Geschichte
Das Schloss zeigt sich heute als ein stattlicher zweigeschossiger Barockbau mit hohem Kellergeschoss und Mansardwalmdach. Es besitzt zwei aufwändig gestaltete Portale. So führt eine geschwungene Treppe zur großen Eingangstür unter dem Relief mit dem Wappen der einstigen Bischöfe von Konstanz.
Im Jahr 1686 wurde es als Vogtei und Jagdschloss unter dem Konstanzer Fürstbischof Franz Johann Vogt von Altensumerau und Prasberg erbaut. Denkmalpflegerische Untersuchungen zeigen, dass eine Giebelwand in einem Stockwerk dem 16. Jahrhundert zuzuordnen und somit deutlich älter als der Bau des Hauses um 1686 ist. Dies könnte ein Indiz dafür sein, dass an dieser Stelle tatsächlich ein Vorgängerbau existierte und mit der früheren Burganlage, gegenüber der heutigen Pfarrkirche, eine Einheit gebildet hatte (siehe auch: Burg Bohlingen). Eine tönerne Wasserleitung versorgte das Schloss mit frischen Wasser aus einer Quelle am Galgenberg.
Das Schloss diente bis ins Jahr 1812 als Konstanzer Bezirksamt. 1813 wurde das Schloss durch den Konstanzer Domkapitular Joseph Johann Baptist Freiherr von Reichlin–Meldegg ersteigert und umgebaut. 1817 wechselte es den Besitzer und wurde ab 1823 bewirtschaftet. Fortan diente es als Gasthaus und wurde entsprechend ausgebaut. 1933 wurde es unter Denkmalschutz gestellt. Bei einer Renovierung im Jahr 1955 wurde das ursprüngliche Außendach verändert. Von der ursprünglich barocken Innenausstattung blieb wenig erhalten. Lediglich das Treppenhaus, die Türgewände/-beschläge und Stuckprofildecken zeugen vom einstigen Glanz. Die zur Schlossanlage gehörenden Nebengebäude verschwanden im 19. Jahrhundert.
Als „Gasthaus Krone“ mit Pension wurde es bis 1975, nach anderer Angabe bis 1982, betrieben. Dann kaufte es Karl Schweisfurth, Sohn des deutschen Unternehmers Karl Ludwig Schweisfurth, der sein Vermögen mit dem Fleischwarenhersteller Herta machte. Schweisfurth bewohnte das Haus zusammen mit seiner Frau eine Zeit lang selbst. Als er wegzog, vermietete er es an den befreundeten Schweizer Ingenieur Franz Schauberger. Dieser eröffnete 1996 im Schloss ein privates Internat mit staatlich anerkannter „Schule für Erziehungshilfe“, in dem Kinder mit Verhaltensauffälligkeiten und Lernproblemen betreut wurden, bis dieses zum Schulstart 2017/18 nach Gailingen am Hochrhein übersiedelte.
Aktuell plant ein Investor, für vier Millionen Euro bis Ende 2023 neun Wohnungen entstehen lassen.